# Tiago Borges
Tiago Nuno Cordeiro Borges (sinh ngày 6 tháng 6 năm 1985 ở Praia (Santa Cruz da Graciosa), Azores) là một cầu thủ bóng đá người Bồ Đào Nha thi đấu cho S.C. Salgueiros ở vị trí tiền đạo.